# Diana Matheson
Diana Matheson, född den 6 april 1984 i Mississauga, Ontario, är en kanadensisk fotbollsspelare som tog OS-brons i damfotbollsturneringen vid de olympiska fotbollsturneringarna 2012 i London och vid de olympiska fotbollsturneringarna 2016 i Rio de Janeiro.